# Albert Gottfried Dietrich
Albert Gottfried Dietrich, född 8 november 1795 i Gdansk, Polen, död 22 maj 1856 i Berlin, Tyskland, var en tysk botaniker.
Auktorsnamnet A.Dietr. kan användas för Albert Gottfried Dietrich i samband med ett vetenskapligt namn inom botaniken; se Wikipediaartiklar som länkar till auktorsnamnet.